# 耳麦

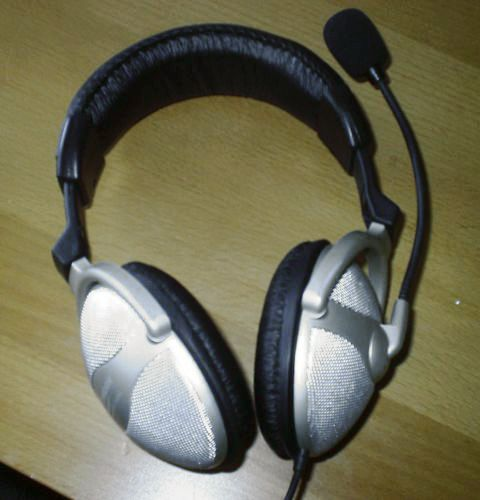
雙聽筒有線耳麥

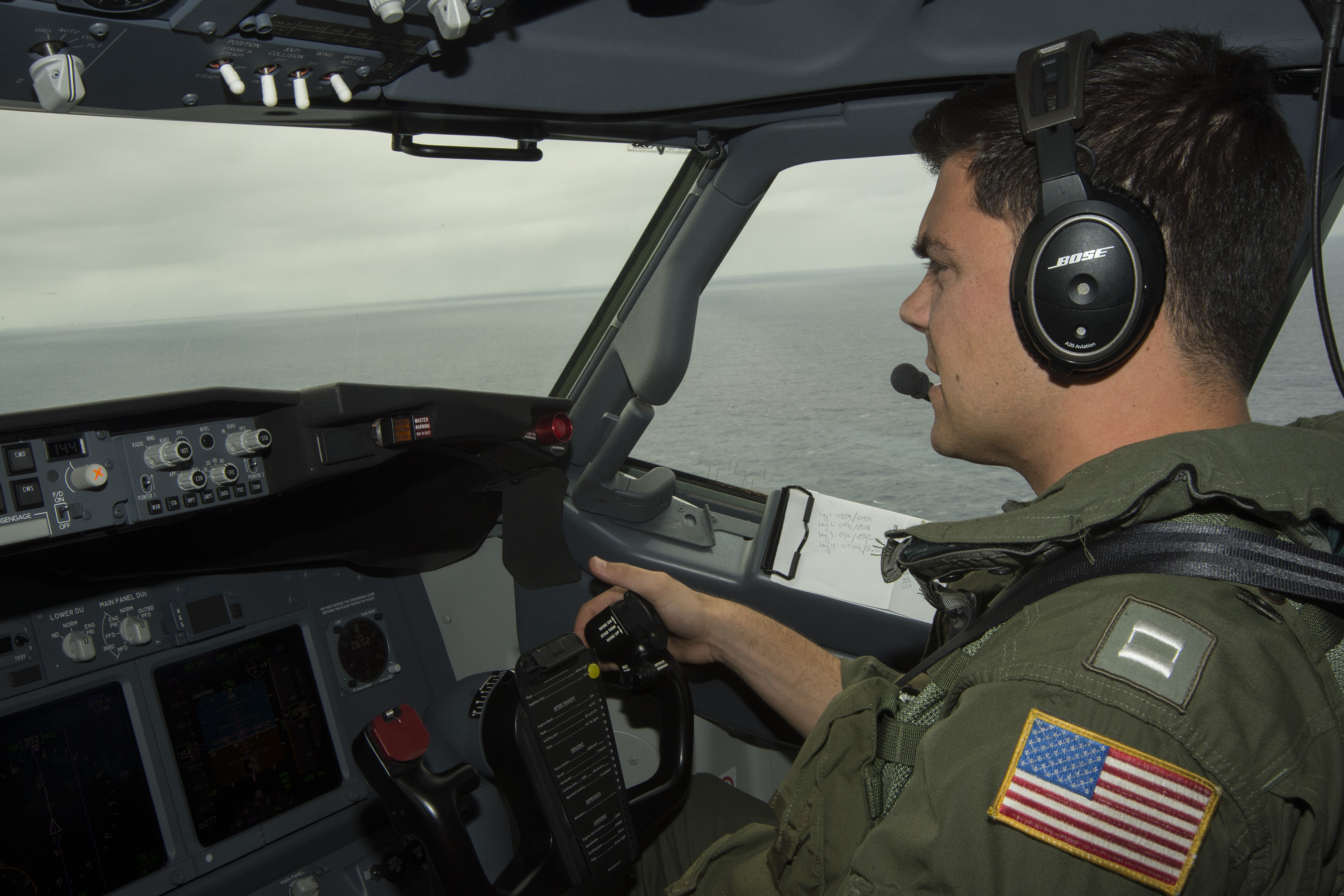
戴著耳麥的美國空軍飛行員

耳麥（英語：Headset），指的是附有麥克風的耳機，現多指罩耳式耳機（Circumaural）與麥克風一體化的音訊输入输出裝置。1910年由美國人納撒尼爾·鮑德溫（Nathaniel Baldwin）發明，後被美國海軍收購。但當時麥克風尚未小型化，無線麥克風更要到1950年代才問世。。
耳麥可粗略分成單聽筒與雙聽筒、有線與無線等種類。常用於無線電通訊、運動競技、廣播錄音、語音聊天、免持電話聽筒等。
與耳機相比，耳麦較不重視樂曲撥放的音質，而著眼於方便佩戴者的即時遠隔雙向語音通信。聽筒多為封閉式以避免回授雜音。